# Polytope régulier
 (septembre 2007).
Si vous disposez d'ouvrages ou d'articles de référence ou si vous connaissez des sites web de qualité traitant du thème abordé ici, merci de compléter l'article en donnant les références utiles à sa vérifiabilité et en les liant à la section « Notes et références ».
Cet article concerne la figure géométrique. Pour le livre de mathématiques, voir Regular Polytopes.

Le dodécaèdre régulier, un des cinq solides platoniciens.

En mathématiques, plus précisément en géométrie ou encore en géométrie euclidienne, un polytope régulier est une figure de géométrie présentant un grand nombre de symétries. En dimension deux, on trouve par exemple le triangle équilatéral, le carré, les pentagone et hexagone réguliers, etc. En dimension trois se rangent parmi les polytopes réguliers le cube, le dodécaèdre régulier (ci-contre), tous les solides platoniciens. On pourrait également citer des exemples pour des espaces de dimension plus élevée. Le cercle et la sphère, qui présentent un degré de symétrie très élevé, n'en sont pas pour autant considérés comme des polytopes, car ils n'ont pas de face plate.
La très forte propriété de symétrie des polytopes réguliers leur confère une valeur esthétique qui fascine tant les mathématiciens que les non mathématiciens.
Plusieurs des polytopes réguliers de dimension deux et trois se rencontrent dans la nature et sont connus depuis la Préhistoire. C'est aux mathématiciens grecs de l'Antiquité, notamment Euclide, qu'on en doit le plus ancien traitement mathématique connu. En effet, Euclide rédigea une somme sur les connaissances mathématiques de son temps, qu'il publia sous le titre des Éléments. Ce travail présente une construction d'une géométrie cohérente et d'une théorie des nombres, et se conclut par la description mathématique des cinq solides platoniciens.
De nombreux siècles après Euclide, la définition des polytopes réguliers était demeurée inchangée.
Pourtant, cette définition sera ensuite progressivement élargie, par à-coups, de façon à englober de plus en plus d'objets nouveaux. Au milieu du deuxième millénaire, les cinq solides platoniciens originaux furent rejoints par les polyèdres de Kepler-Poinsot. À la fin du XIXe siècle, les mathématiciens commencèrent à prendre en compte des polytopes réguliers en dimension quatre et plus, ainsi l'hypercube et le polytope à 24 cellules. Ces derniers ne sont pas faciles à visualiser, mais partagent avec leurs cousins de petite dimension les mêmes propriétés de symétrie. Plus durs à concevoir encore sont les polytopes réguliers abstraits, tels le polytope à 57 cellules (en) ou celui à 11 cellules (en) . Les mathématiciens qui s'intéressent à ces objets persistent cependant à y retrouver les mêmes qualités esthétiques.

## Zoologie des polytopes réguliers

### Polygones
Un polygone régulier à n sommets du plan euclidien R² est la donnée de n points distincts A1, ..., A n , tels que les distances successives A1A2, ..., An-1An et AnA1 soient égales, et les angles au sommets A1, A2, A3 soient égaux. Pour tout entier n supérieur à 3, il existe un polygone régulier à n sommets. Il est unique à similitude près.

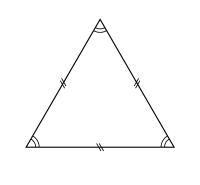
Triangle équilatéral
Carré
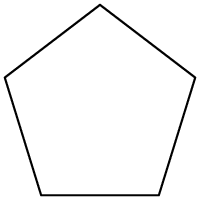
Pentagone régulier
Hexagone

La façon traditionnelle de construire un polygone régulier - ou d'ailleurs de construire n'importe quelle figure du plan euclidien - est d'utiliser une règle (non graduée) et un compas. La construction des premiers polygones réguliers (le triangle équilatéral et le carré) est très facile, des suivants plus compliquée, et pour d'autres, elle est impossible ! Cette étude relève des problèmes des points constructibles à la règle et au compas.
En 1796, Carl Friedrich Gauss démontra qu'un polygone régulier à n côtés était constructible à la règle et au compas lorsque les facteurs premiers impairs de n sont des nombres de Fermat distincts. Gauss conjectura que cette condition était de plus nécessaire, conjecture qui fut démontrée par Pierre-Laurent Wantzel quarante ans plus tard, en 1837. Évidemment, ici la constructibilité fait référence à une construction idéale avec des outils idéaux. L'imperfection inhérente des compas et règles utilisées en pratique nous autorisent des constructions approchées. Quand bien même il n'est pas possible de construire un polygone régulier à 7 côtés, il est possible de réaliser un polygone à 7 côtés qui s'en rapproche.

### Polyèdre
Les polyèdres réguliers sont des polyèdres dont les longueurs des côtés sont égales, les angles aux sommets sont égaux, les angles dièdres (angles entre deux faces) sont égaux. Il existe cinq polyèdres réguliers distincts de l'espace euclidien :

Tétraèdre
Octaèdre
Cube

Dodécaèdre régulier
Icosaèdre.

Ces solides sont uniques, à similitude de l'espace près. Leurs faces sont soit des triangles, soit des carrés, soit des pentagones. La liste de ces cinq solides est établie dans les éléments d'Euclide, qui en proposent de plus une construction.
Celle-ci consiste à plier convenablement un morceau d'une feuille, appelé patron. Pour l'obtenir, on découpe le polyèdre suivant certaines arêtes, en nombre suffisant pour pouvoir étaler la figure sur le plan. Remarquons que le patron est constructible à la règle et au compas.
Certains jeux pour enfants d'une dizaine d'années offre la possibilité d'expérimenter le positionnement de polygones réguliers dans l'espace, et d'expérimenter ainsi les solides platoniciens, ou encore solides d'Archimède. Par exemple, klikko est un ensemble de pièces de couleurs et de formes différentes, dont triangles, carrés et pentagones, pouvant d'accrocher par un clic (d'où le nom).

### En dimension supérieure
En dimension supérieure, il devient difficile de donner une description des polyèdres réguliers. Toutefois, le tétraèdre, l'octaèdre, et le cube se généralisent en toute dimension, donnant naissance à trois grandes familles de polytopes réguliers :
- Le n-simplexe régulier.
- L'hypercube.
- Le dual de l'hypercube : l'hyperoctaèdre.

Il existe également, au même titre que les solides de Platon, des polytopes réguliers quadri-dimensionnels.

### Liste des polytopes réguliers
| Dimension | Nombre de polytopes convexes réguliers                                                                                  | Nombre de polytopes étoilés réguliers                                                                           |
| --------- | --- | --- |
| 1         | 1 segment | 0 |
| 2         | infinité de polygones réguliers triangle, carré, pentagone, hexagone, heptagone, octogone, ennéagone, décagone, etc.    | infinité de polygones réguliers étoilés pentagramme, heptagrammes, octogramme, ennéagrammes, etc.               |
| 3         | 5 solides de Platon tétraèdre, cube, octaèdre, dodécaèdre régulier, icosaèdre                                           | 4 solides de Kepler-Poinsot petit dodécaèdre étoilé, grand dodécaèdre étoilé, grand dodécaèdre, grand icosaèdre |
| 4         | 6 polychores réguliers convexes pentachore, tesseract, hexadécachore, icositétrachore, hécatonicosachore, hexacosichore | 10 polychores de Schläfli-Hess                                                                                  |
| ≥ 5       | 3 n-polytopes réguliers convexes simplexe, hypercube, hyperoctaèdre                                                     | 0 n-polytope régulier étoilé                                                                                    |

## Polytopes dans la nature

### Échelle microscopique
Dans l'univers des minéraux, les cristaux présentent très souvent des faces triangulaires carrées ou hexagonales régulières. Les tétraèdre, cube et octaèdre se retrouvent dans les cristaux. C'est l'observation des cristaux qui a conduit les géomètres à s'intéresser aux pavages du plan et de l'espace. La classification des pavages réguliers du plan est aujourd'hui bien connue, elle comporte 17 pavages différents. Lire Structures cristallines.
Les quasi-cristaux peuvent posséder des pentagones réguliers. Le pavage de Penrose donne une idée de l'agencement des structures dans les quasi-cristaux : il s'agit d'un pavage non régulier du plan par pentagones, losanges et pentagrammes, présenté par Roger Penrose.
Au tout début du XXe siècle, Ernst Haeckel décrivit un nombre d'espèces de radiolaires, dont certains squelettes prennent des formes polyédrales. Les exemples incluent Circoporus octahedrus, Circogonia icosahedra, Lithocubus geometricus et Circorrhegma dodecahedra ; évidemment, le nom reflète la forme.
Plus récemment ont été découvertes de nouvelles molécules de carbone, connues comme fullerènes.

### Échelles humaines

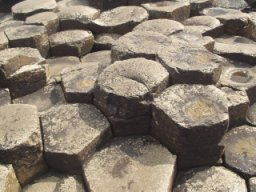
La chaussée des géants en Irlande.

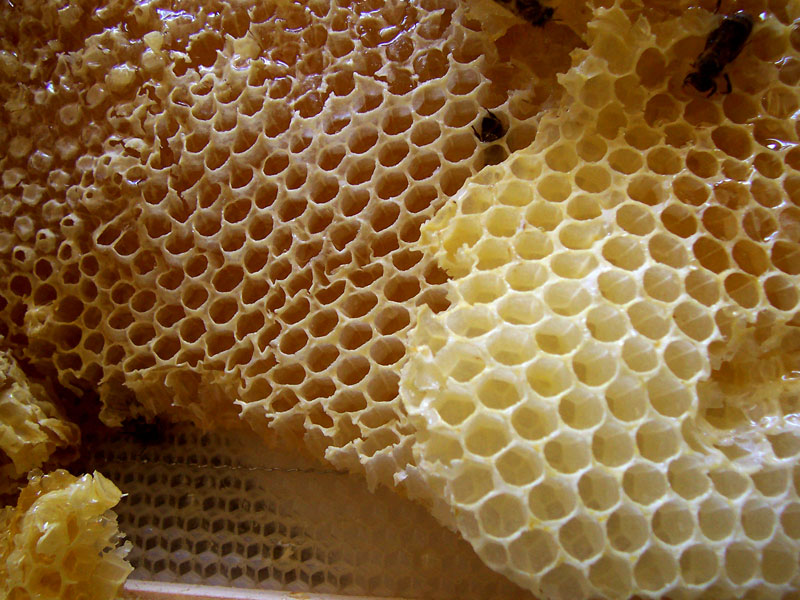
Ensemble d’alvéoles d’abeilles construites sur un treillis.

Un autre exemple de polygones réguliers résultat d'un processus géologique peut être observé dans la Chaussée des Géants en Irlande ou dans le Devil's Postpile en Californie : des coulées de lave ont formé des zones d'empilement de colonnes hexagonales de basalte. L'explication de la régularité est une compensation symétrique de la somme des contraintes subies.
L'exemple le plus célèbre de polygones dans le règne animal se trouve dans les constructions en cire des abeilles ou en cellulose des guêpes. Les ruches présentent des pavages d'hexagones réguliers, utilisés pour stocker le pollen récolté et le miel, nourriture pour les larves (lire alvéole d'abeille).
Il existe des animaux présentant eux-mêmes des formes de polygones réguliers, ou du moins des formes possédant les mêmes symétries. L'étoile de mer a les mêmes symétries qu'un pentagone, parfois d'autres polygones réguliers, suivant les espèces. Les échinodermes ne présentent pas réellement une symétrie axiale parfaite. Les toiles d'araignée présentent des formes polygonales, avec une certaine régularité.
Les symétries radiales sont largement observées dans le règne végétal. En particulier : les fleurs, et dans une moindre mesure, les fruits et légumes. Par exemple, la carambole (un fruit tropical populaire en Asie), dont la section ressemble à un pentagone.

### Échelles cosmologiques
Quittons la Terre, changeons d'échelle. Les galaxies spirales offrent des figures de pentagones.
Les pythagoriciens pensaient à une harmonie entre les orbites des planètes du système solaire et les polyèdres réguliers. Au XVIIe siècle, Johannes Kepler étudia de près les observations astronomiques de Tycho Brahe. Pendant une décennie, il tenta en vain d'établir l'idéal pythagoricien, de faire un lien entre les tailles des polyèdres et la taille des orbites des planètes. Il échoua dans ses objectifs premiers, mais ses découvertes le conduisirent à formaliser ce qui est aujourd'hui appelé les trois lois de Kepler.

## Histoire
L'histoire de la découverte des polytopes réguliers suit un élargissement successif du champ de définition du terme, accompagnant l'évolution de la géométrie elle-même. Progressivement, le terme "polytope régulier" a pris des significations de plus en plus larges permettant à de plus en plus d'objets mathématiques d'être ainsi nommés. Avec l'apparition de chaque nouvelle signification, de nouvelles figures géométriques ont été englobées, ces figures étant la plupart du temps inconnues des générations précédentes.

### Prémisses
Habituellement, on attribue aux Grecs la découverte du premier polyèdre régulier puisque c'est d'auteurs grecs que nous viennent les plus anciens écrits connus traitant de ce sujet et ce sont eux qui en ont également donné la première définition mathématique.
De l'autre côté de la Mer Adriatique vivait une autre civilisation, les Étrusques. Il est possible que ce peuple ait précédé les Grecs dans la connaissance d'au moins quelques-uns des polyèdres réguliers comme cela a été mis en évidence par la découverte près de Padoue (dans le nord de l'Italie) dans la fin des années 1800 d'un dodécaèdre en stéatite daté d'au moins 2 500 ans (Lindemann, 1887). Cependant, on peut penser que la construction de cette forme a été inspirée par le pyritoèdre (mentionné ailleurs dans cet article), étant donné que la pyrite est relativement abondante dans cette partie du monde...
Sans tenir compte des Étrusques, d'autres découvertes nous viennent d'Écosse : des pierres taillées montrant les symétries des cinq solides platoniciens. Ces pierres, datés d'environ 4 000 ans ne montrent pas seulement la forme des cinq solides platoniciens mais également les relations de dualité entre elles (par exemple, les centres des faces d'un cube donnent les sommets d'un octaèdre). Des exemples de ces pierres sont visibles dans la John Evans room de l'Ashmolean Museum à l'université d'Oxford. Il est impossible de dire pourquoi ces objets ont été faits ou d'où le sculpteur a tiré son inspiration.
Il n'y a pas de preuve que les Étrusques ou les anciens écossais aient une quelconque compréhension mathématique de ces solides, et il n'y a pas non plus de preuve qu'ils n'en aient pas. L'origine de la découverte humaine des polytopes réguliers tri-dimensionnels, en particulier les plus simples, est impossible à retrouver. En tout cas, ce sont les recherches des mathématiciens grecs qui nous sont parvenues et qui ont inspiré les études modernes.

### Le temps des Grecs
Certains auteurs, comme Sanford, attribuent aux pythagoriciens une familiarité avec les solides de Platon. D'autres leur attribuent seulement une familiarité avec le tétraèdre, le cube, le dodécaèdre ; mais la découverte des deux autres serait attribuée à Théétète, un Athénien, qui a effectivement donné une description mathématique des cinq.
Coxeter attribue à Platon la mise en place des patrons. Il mentionne qu'un des premiers pythagoriciens usaient les cinq en correspondance avec la nature de l'univers. C'est en référence au nom de Platon que le terme Solides de Platon est né.

### Polyèdres étoilés
Pendant près de 2 000 ans, le concept de polytope régulier développé par les mathématiciens grecs fut inchangé :
- Un polygone régulier est une figure plane convexe avec tous les côtés et tous les angles égaux.
- Un polyèdre régulier est un solide dont les faces sont toutes des polygones réguliers identiques, le même nombre autour de chaque sommet.

La définition exclut la pyramide carrée, ou la figure résultant du collage de deux tétraèdres.
C'est au XVe siècle que de nouveaux polytopes réguliers apparurent : les solides de Kepler-Poinsot, nommés d'après Kepler et Poinsot. Les deux polyèdres introduits par Kepler étaient déjà connus, bien sûr, mais c'est le premier à leur reconnaître une régularité, malgré leur absence de convexité. Poinsot découvrit les deux autres. Ce sont
- le petit dodécaèdre étoilé,
- le grand dodécaèdre étoilé,
- le grand icosaèdre,
- le grand dodécaèdre.

Les noms ont été donnés par Cayley.

### Polytopes de dimension supérieure
Ce n'est qu'au dix-neuvième siècle qu'un mathématicien suisse Ludwig Schläfli examina et caractérisa les polytopes réguliers en dimension supérieure. Ses travaux qui datent des années 1850 furent publiés six ans après sa mort, en 1901. Ses résultats ont indépendamment été retrouvés par neuf autres mathématiciens, ironie du sort, entre 1880 et 1900.
Schläfli démontra l'existence de six polytopes convexes réguliers en dimension 4, et exactement trois polytopes convexes réguliers pour chaque dimension supérieure.
Ainsi définissait-on les polytopes réguliers en ce début du XXe siècle :
- Un polygone régulier est un polygone dont les côtés sont tous égaux et dont les angles aux sommets sont tous égaux.
- Un polyèdre régulier est un polyèdre dont les faces sont toutes isométriques, et dont les figures aux sommets sont identiques et régulières.
- Récursivement, un n-polytope régulier est un polytope de dimension n dont les faces de dimension n-1 sont des n-1-polytopes réguliers congruents, et dont les figures aux sommets sont identiques et régulières.

De manière équivalente :
- Un n polytope est régulier, lorsque pour toute séquence formée d'un sommet, une arête contenant ce sommet, une face bidimensionnelle contenant cette arête, ... jusqu'à une face de dimension n-1, peut être envoyé sur séquence analogue par une symétrie du polytope.

### Développements modernes
De nombreux développements sur les polytopes ont été réalisés au XXe siècle. Les groupes d'isométrie ont été généralisés dans les groupes de Coxeter.